# Villette (Yvelines)
Villette település Franciaországban, Yvelines megyében. Lakosainak száma 537 fő (2022. január 1.). Villette Arnouville-lès-Mantes, Boinvilliers, Breuil-Bois-Robert, Rosay és Vert községekkel határos.

## Népesség
A település népessége az elmúlt években az alábbi módon változott:
| Lakosok száma | 524  | 531  | 538  | 523  | 516  | 509  | 526  | 528  | 537  |
|               | 2013 | 2015 | 2016 | 2017 | 2018 | 2019 | 2020 | 2021 | 2022 |